# Faustinopolis
Faustinopolis (starogrško Φαυστινόπολις, latinizirano: Faustinopolis, latinsko Colonia Faustinopolis, Halala) je starodavno mesto v Kapadokiji v centralni Anatoliji, 20 km južno od Tiane in blizu Kilikijskih vrat (turško Gülek). Mesto je dobilo ime po Favstini, ženi Marka Avrelija, ki je tam umrla. Njen mož je tam ustanovil rimsko kolonijo in jo povzdignil v rang mesta z imenom Faustopolis.
Slovničar Heroklej  je mesto umestil v rimsko provinco Cappadocia Secunda (Druga Kapadokija). Faustinopolis je omenjen tudi v Antoninovem Jeruzalemskem itinerarju. 
Mesto je stalo v bižini severnega vhoda v sotesko Kilikijska vrata v sedanji vasi Başmakçı, Provinca Niğde, Turčija. Med vdori Arabcev in kasnejši arabski zasedbi mesta so se prebivalci umaknili v trdnjavo Loulon. 
Faustinopolis je naslovni sedež rimskokatoliške cerkve.

## Vir
- Ta članek vključuje besedilo iz publikacije, ki je zdaj v javni domeni: Hogarth, David George (1911). »Faustinopolis«.  V Chisholm, Hugh (ur.). Enciklopedija Britannica (v angleščini) (11. izd.). Cambridge University Press.